# Port de pêche de Chef de Baie
Le Port de pêche de Chef de Baie est le port de pêche de La Rochelle (Charente-Maritime, France).

## Descriptif
Il a été créé en 1994 pour remplacer le bassin des chalutiers du Vieux-Port.
- Situé à l'ouest de la ville
- Créé en 1994 en remplacement du bassin de "l'Encan"(ou des chalutiers, Vieux Port) devenu trop proche de la ville.
- Mitoyen du Port de La Pallice, au Sud de la zone stockage des grumes de Chef de Baie.
- Bassin de 10 hectares en eaux profondes (accès 24h/24).
- 22 000 m² de bâtiments réfrigérés (criée, stockage, mareyeur).
- Gare routière.

En 2021, le port est le 16e port de France en tonnage avec 3997 tonnes débarqués. 

## Toponymie
Le nom de Chef de Baie apparait sur les cartes anciennes avec la forme Chedebois.

## Criée
En 2020, la criée a vu transiter 2013 tonnes de poissons. 
| Passagers | 1997  | 1998     | 1999     | 2000     | 2001     | 2002     | 2003    | 2004     | 2005    | 2006    |
| --------- | ----- | -------- | -------- | -------- | -------- | -------- | ------- | -------- | ------- | ------- |
| Tonnes    | 5 943 | 5 204    | 3 796    | 3 400    | 3 900    | 3 467    | 3 710   | 3 128    | 2 835   | 2 878   |
| Variation | na    | -12,43 % | -27,06 % | -10,43 % | +14,71 % | -11,10 % | +7,01 % | -15,69 % | -9,37 % | +1,52 % |

Répartition du tonnage :
- Chalutiers de La Rochelle : 23 %
- Côtiers : 29 %
- Franco-espagnol : 22 %
- Chalutiers non Rochelais : 26 %

## Galerie

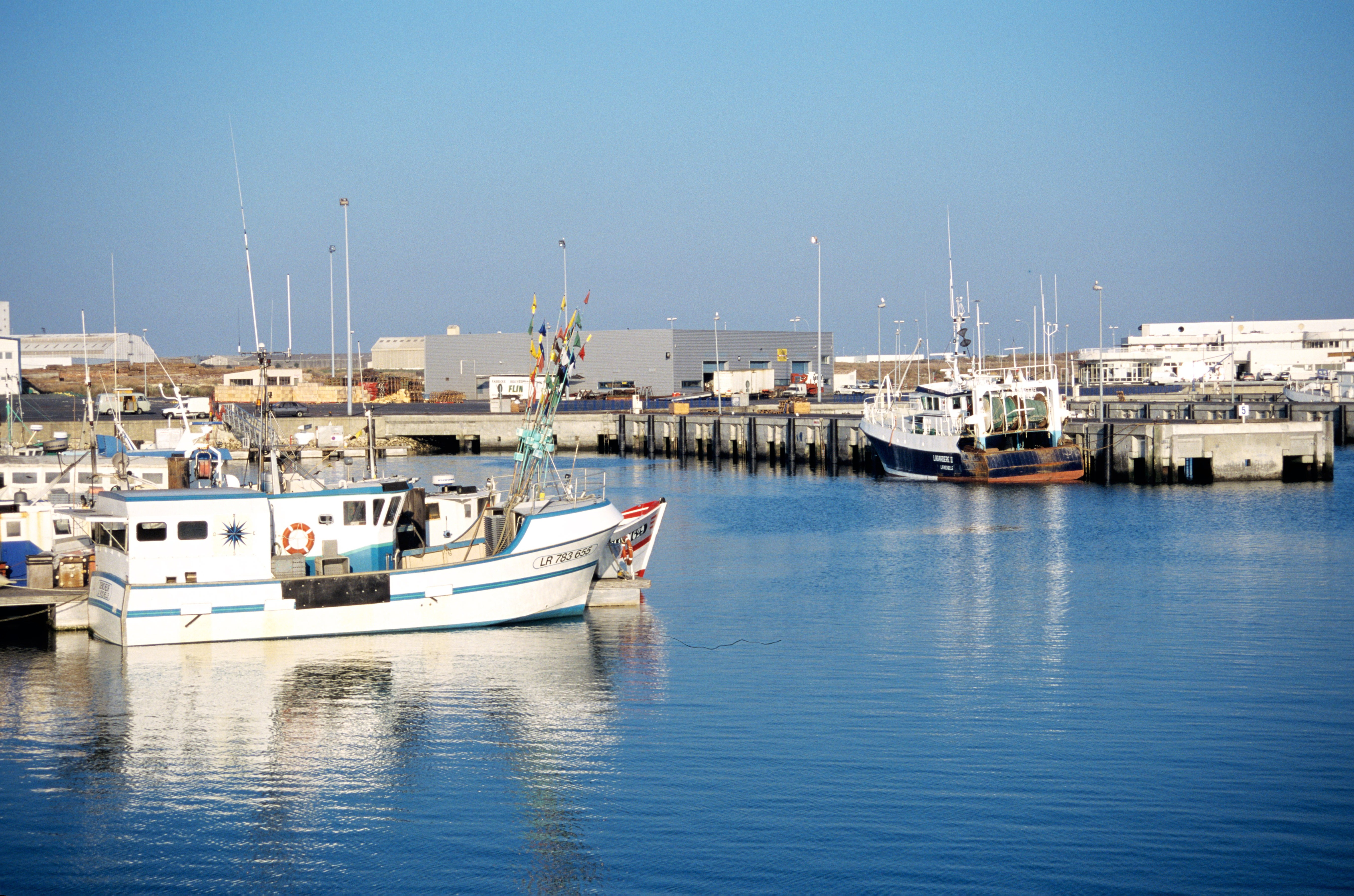
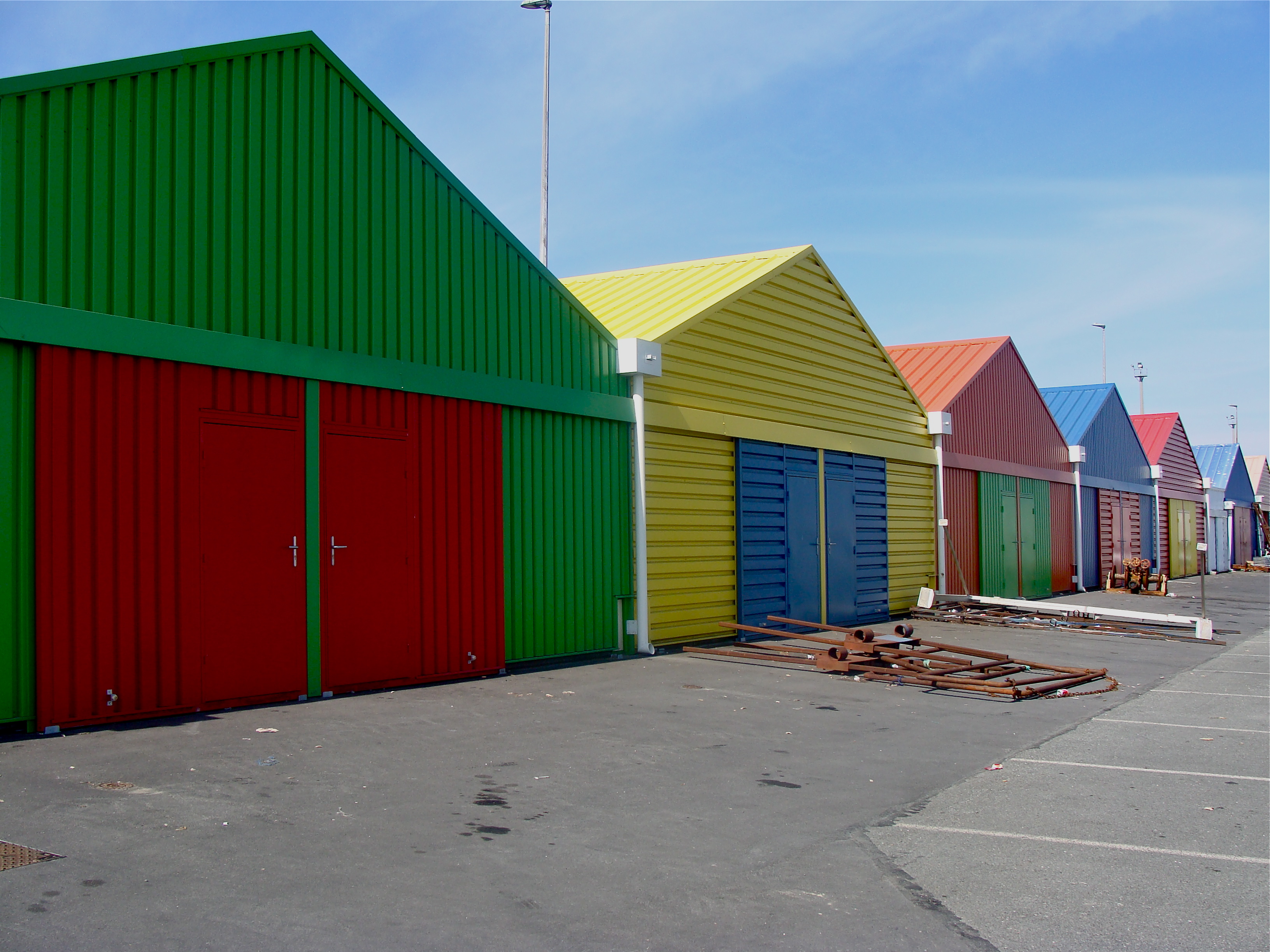
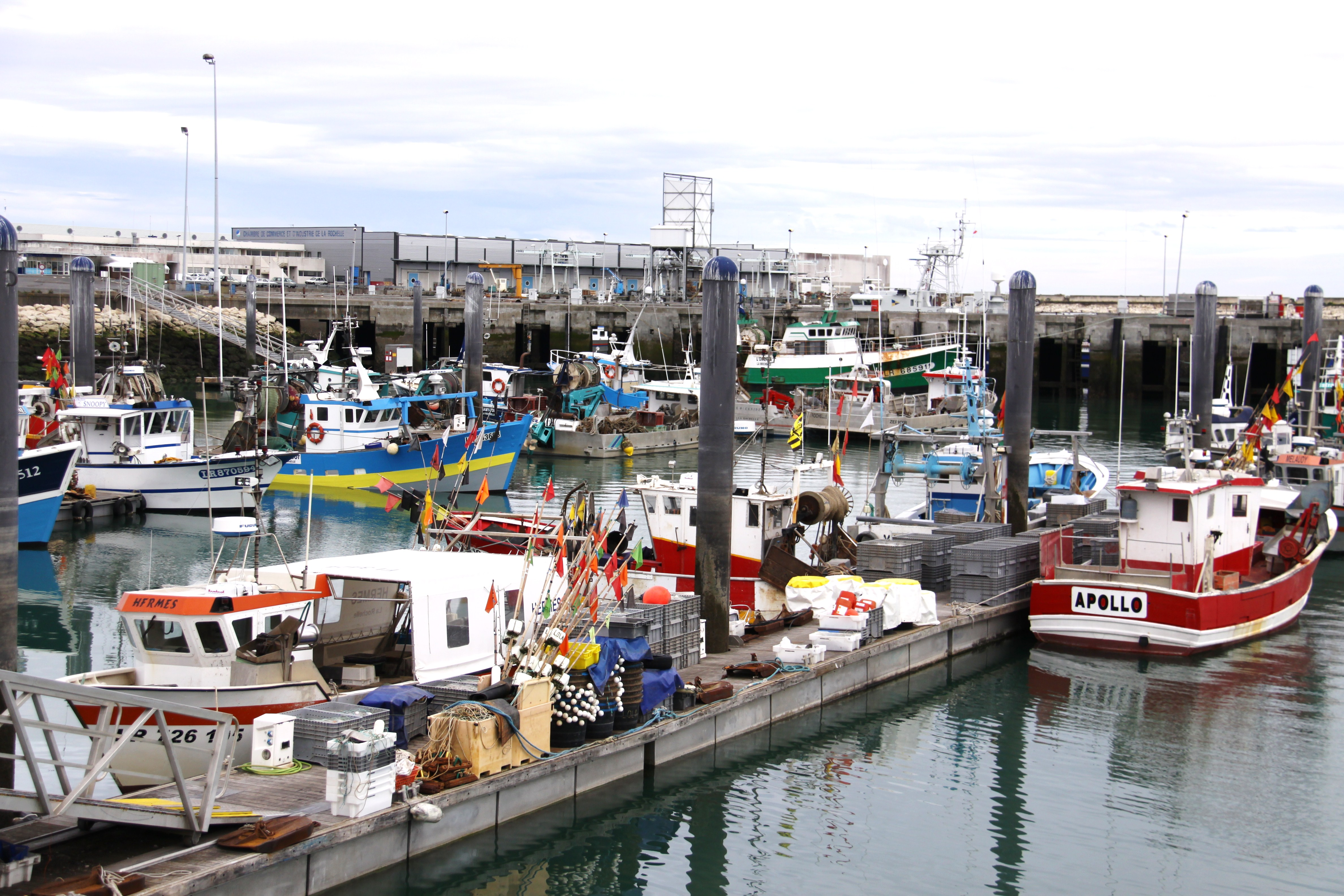